# Campeonato Argentino M21 1997
El Campeonato Argentino de Menores de 21 años de 1997 fue un torneo para seleccionados M21 de las uniones regionales afiliadas a la Unión Argentina de Rugby. La parte principal del torneo se llevó a cabo entre el 5 de abril y el 3 de mayo de 1997.
El torneo pasó a disputarse bajo un nuevo formato, similar al utilizado por el campeonato de mayores en aquel entonces: una Zona Campeonato compuesta por un solo grupo de seis equipos resuelta a través del sistema de todos contra todos alternando encuentros de local y visitante, dejando atrás la fase final a eliminación directa en sedes rotativas. Se introdujo también el intercambio de plazas con una segunda categoría: la Zona Ascenso (también llamada Zona Clasificación). Esta categoría se dividió en dos subzonas geográficas, con los ganadores de cada una enfrentándose en una final por el ascenso.
El seleccionado de Buenos Aires se quedó con el torneo de forma invicta al ganar todos sus encuentros, anotando 47 tries y recibiendo 7 a lo largo de cinco partidos. El equipo porteño consiguió así su cuarto título de forma consecutiva en la categoría.

## Equipos participantes
Disputaron esta edición las selecciones de trece uniones provinciales: seis en la Zona Campeonato y siete en la Zona Ascenso (o Clasificación).
| División                  | Equipo              | Unión                           |
| ------------------------- | ------------------- | ------------------------------- |
| Zona Campeonato 6 equipos | Buenos Aires        | Unión de Rugby de Buenos Aires  |
| Zona Campeonato 6 equipos | Córdoba             | Unión Cordobesa de Rugby        |
| Zona Campeonato 6 equipos | Cuyo                | Unión de Rugby de Cuyo          |
| Zona Campeonato 6 equipos | Mar del Plata       | Unión de Rugby de Mar del Plata |
| Zona Campeonato 6 equipos | Rosario             | Unión de Rugby de Rosario       |
| Zona Campeonato 6 equipos | Tucumán             | Unión de Rugby de Tucumán       |
| Zona Ascenso 7 equipos    | Entre Ríos          | Unión Entrerriana de Rugby      |
| Zona Ascenso 7 equipos    | Formosa             | Unión de Rugby de Formosa       |
| Zona Ascenso 7 equipos    | Noreste             | Unión de Rugby del Noreste      |
| Zona Ascenso 7 equipos    | Salta               | Unión de Rugby de Salta         |
| Zona Ascenso 7 equipos    | San Juan            | Unión Sanjuanina de Rugby       |
| Zona Ascenso 7 equipos    | Santa Fe            | Unión Santafesina de Rugby      |
| Zona Ascenso 7 equipos    | Santiago del Estero | Unión Santiagueña de Rugby      |

## Zona Campeonato
| Pos. | Equipos       | Partidos | Partidos | Partidos | Tantos | Tantos | Tantos | Pts. |
| Pos. | Equipos       | G        | E        | P        | PF     | PC     | DP     | Pts. |
| ---- | ------------- | -------- | -------- | -------- | ------ | ------ | ------ | ---- |
| 1.°  | Buenos Aires  | 5        | 0        | 0        | 335    | 59     | +276   | 10   |
| 2.°  | Cuyo          | 3        | 0        | 2        | 96     | 186    | -90    | 6    |
| 3.°  | Tucumán       | 3        | 0        | 2        | 169    | 129    | +40    | 6    |
| 4.°  | Córdoba       | 2        | 0        | 3        | 203    | 118    | +85    | 4    |
| 5.°  | Rosario       | 1        | 0        | 4        | 163    | 165    | -2     | 2    |
| 6.°  | Mar del Plata | 1        | 0        | 4        | 43     | 352    | -309   | 2    |

|  | Campeón                       |
|  | Desciende a Zona Ascenso 1998 |

Primera fecha
| 5 de abril | Córdoba | 14 - 29 | Buenos Aires |  |  |

| 5 de abril | Tucumán | 57 - 26 | Rosario |  |  |

| 5 de abril | Mar del Plata | 31 - 10 | Cuyo |  |  |

Segunda fecha
| 12 de abril | Cuyo | 30 - 20 | Córdoba |  |  |

| 12 de abril | Mar del Plata | 7 - 58 | Tucumán |  |  |

| 12 de abril | Rosario | 30 - 40 | Buenos Aires |  |  |

Tercera fecha
| 19 de abril | Rosario | 58 - 5 | Mar del Plata |  |  |

| 19 de abril | Buenos Aires | 98 - 8 | Cuyo |  |  |

| 19 de abril | Tucumán | 23 - 20 | Córdoba | La Caldera del Parque, Lawn Tennis, Tucumán |  |
|             |         | Reporte |         |                                             |  |

Cuarta fecha
| 26 de abril | Cuyo | 22 - 13 | Rosario |  |  |

| 26 de abril | Buenos Aires | 50 - 7 | Tucumán |  |  |

| 26 de abril | Córdoba | 108 - 0 | Mar del Plata |  |  |

Quinta fecha
| 3 de mayo | Rosario | 36 - 41 | Córdoba | Jockey Club, Rosario |  |
|           |         | Reporte |         |                      |  |

| 3 de mayo | Cuyo | 26 - 24 | Tucumán |  |  |

| 3 de mayo | Mar del Plata | 0 - 118 | Buenos Aires |  |  |

|                      |
| Buenos Aires Campeón |
| Cuarto título        |

## Zona Ascenso

### Subzona Oeste
| Pos. | Equipos         | Partidos | Partidos | Partidos | Tantos | Tantos | Tantos | Pts. |
| Pos. | Equipos         | G        | E        | P        | PF     | PC     | DP     | Pts. |
| ---- | --------------- | -------- | -------- | -------- | ------ | ------ | ------ | ---- |
| 1.°  | Sgo. del Estero | 2        | 0        | 0        | 37     | 31     | +6     | 4    |
| 2.°  | Salta           | 1        | 0        | 1        | 42     | 34     | +8     | 2    |
| 3.°  | San Juan        | 0        | 0        | 2        | 28     | 42     | -14    | 0    |

|  | Clasifica a final Zona Ascenso |

| 12 de abril | San Juan | 14 - 17 | Santiago del Estero |  |  |

| 19 de abril | Salta | 25 - 14 | San Juan |  |  |

| 10 de mayo | Santiago del Estero | 20 - 17 | Salta |  |  |

### Subzona Este
La Unión de Rugby de Formosa retiró a su equipo del torneo y se le dieron todos los encuentros por perdido.
| Pos. | Equipos    | Partidos | Partidos | Partidos | Tantos | Tantos | Tantos | Pts. |
| Pos. | Equipos    | G        | E        | P        | PF     | PC     | DP     | Pts. |
| ---- | ---------- | -------- | -------- | -------- | ------ | ------ | ------ | ---- |
| 1.°  | Noreste    | 3        | 0        | 0        | 97     | 42     | +55    | 6    |
| 2.°  | Santa Fe   | 2        | 0        | 1        | 53     | 43     | +10    | 4    |
| 3.°  | Entre Ríos | 1        | 0        | 2        | 43     | 108    | -65    | 2    |
| 4.°  | Formosa    | 0        | 0        | 3        | 0      | 0      | +0     | 0    |

|  | Clasifica a final Zona Ascenso |

| 12 de abril | Santa Fe | 36 - 18 | Entre Ríos |  |  |

| 19 de abril | Entre Ríos | 25 - 72 | Noreste |  |  |

| 10 de mayo | Noreste | 25 - 17 | Santa Fe |  |  |

Final Zona Ascenso
|  | Santiago del Estero | 27 - 25 | Noreste |  |  |

| Bandera de la Provincia de Santiago del Estero |
| Santiago del Estero Campeón Zona Ascenso       |